# Cacahuatepec, Guerrero
Cacahuatepec är en ort i Mexiko.   Den ligger i kommunen José Joaquín de Herrera och delstaten Guerrero, i den sydöstra delen av landet, 230 km söder om huvudstaden Mexico City. Cacahuatepec ligger 1 711 meter över havet och antalet invånare är 899.
Terrängen runt Cacahuatepec är kuperad norrut, men söderut är den bergig. Runt Cacahuatepec är det ganska glesbefolkat, med 43 invånare per kvadratkilometer. Närmaste större samhälle är Acatepec, 10,1 km sydost om Cacahuatepec. I omgivningarna runt Cacahuatepec växer huvudsakligen savannskog.